# Zoologie

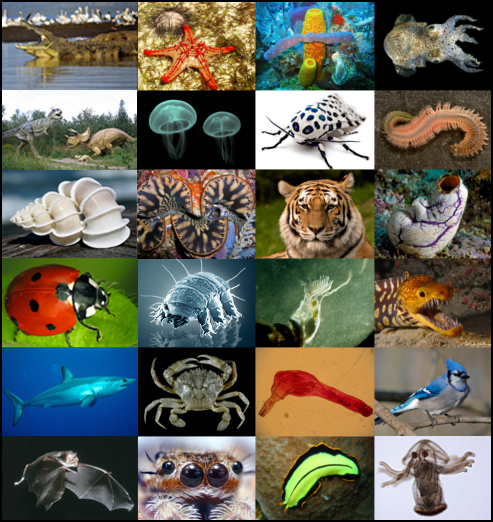

Zoologie se zabývá vědeckým studiem živočichů. Zabývá se stavbou, embryologií, klasifikací, zvyky a rozšířením všech žijících i vyhynulých živočichů a jejich interakcí s ekosystémy. Zoologie je jedním ze základních oborů biologie. Termín je odvozen ze starořeckého ζῷον, zōion ("zvíře"), a λόγος, logos ("vědění", "studium").
Ačkoli se lidé vždy zajímali o přírodní dějiny zvířat, která viděli kolem sebe, a využívali těchto znalostí k domestikaci některých druhů, lze říci, že formální studium zoologie vzniklo až s Aristotelem. Ten se na zvířata díval jako na živé organismy, studoval jejich stavbu a vývoj a zabýval se jejich přizpůsobením okolnímu prostředí a funkcí jejich částí. Moderní zoologie má své počátky v období renesance a raného novověku, kdy se na jejím vzniku podíleli Carl Linné, Antoni van Leeuwenhoek, Robert Hooke, Charles Darwin, Gregor Mendel a mnozí další.
Studium živočichů se do značné míry posunulo k tématu formy a funkce, přizpůsobení, vztahů mezi skupinami, chování a ekologie. Zoologie se stále více dělí na disciplíny, jako je klasifikace, fyziologie, biochemie a evoluce. Objevem struktury DNA Francisem Crickem a Jamesem Watsonem v roce 1953 se otevřela oblast molekulární biologie, která vedla k pokroku v buněčné biologii, vývojové biologii a molekulární genetice.

## Dějiny
Dějiny zoologie zahrnují studium živočišné říše od starověku až po současnost. V prehistorických dobách byli lidé nuceni studovat zvířata a rostliny ve svém okolí, aby je mohli využívat k přežití. Jeskynní malby, rytiny a sochy ve Francii staré 15 000 let zobrazují bizony, koně a jeleny v pečlivě vykreslených detailech. Podobná vyobrazení z jiných částí světa znázorňovala především zvířata lovená pro potravu a divoká zvířata.
Neolitická revoluce, období, které se vyznačovalo domestikací zvířat, přetrvávala po celý starověk. Existenci starověkých znalostí o volně žijících zvířatech dokládá přítomnost realistických vyobrazení divokých i domácích zvířat na Blízkém východě, v Mezopotámii a Egyptě. Tato vyobrazení zahrnují zobrazení chovatelských praktik a technik, stejně jako technik lovu a rybolovu. Nástup písma se v oblasti zoologie projevil začleněním zvířat do egyptských hieroglyfů.
K rozvoji zoologie jako samostatné vědecké disciplíny došlo mnohem později, nicméně vědecké studium zvířat lze vysledovat až do starověkého řecko-římského světa, kde bylo ovlivněno pracemi proslulých učenců, jako byli Aristoteles a Galén. Aristotelův přínos ke studiu zoologie byl významný. Je všeobecně považován za jednoho ze zakladatelů tohoto oboru a jeho výzkumy a teorie o zvířatech zásadně ovlivnily vývoj zoologie. Aristotelův přístup k zoologii vycházel z přírodovědy a studoval zvířata jako živé organismy. Jeho výzkum zahrnoval různé aspekty stavby, vývoje a životních jevů živočichů. Aristotelův klasifikační systém, který dělil živočichy do dvou skupin podle přítomnosti či nepřítomnosti krve, měl na obor zoologie trvalý vliv. Tento klasifikační systém, známý jako dichotomie obratlovců a bezobratlých, se používá dodnes. Významná část Aristotelova výzkumu, trvajícího dva roky na ostrově Lesbos, byla zaměřena na pozorování a popis živočichů a rostlin, se zvláštním důrazem na přizpůsobení, která vykazují různé organismy, a na funkci jejich anatomických struktur. Přibližně o čtyři století později se průkopníkem v oblasti anatomických studií stal římský lékař Galén, který se zabýval pitváním živočichů. Tento přístup si vyžádal historický zákaz pitvání lidských mrtvol. V důsledku toho byly jeho závěry často chybné. Mnoho staletí však bylo kacířstvím zpochybňovat jakékoli jeho názory. V důsledku toho studium anatomie stagnovalo.
V poklasickém období byly vědecké a lékařské znalosti na Blízkém východě nejvyspělejší na světě. Integrovalo koncepty ze starověkého Řecka, Říma, Mezopotámie a Persie, stejně jako staroindickou tradici ájurvédy. V tomto období došlo k významným pokrokům a inovacím. Významnou osobností tohoto období byl Albert Veliký, který ve 13. století vytvořil komentáře a parafráze všech Aristotelových děl. Do svých knih, které se zabývaly tématy jako botanika, zoologie a minerály, zahrnul informace z antických zdrojů i výsledky vlastních výzkumů. Jeho celkový přístup byl pozoruhodně moderní, což dokládá jeho tvrzení, že "úkolem přírodovědy není pouze přijímat to, co se nám říká, ale pátrat po příčinách přírodních věcí". Konrad Gessner je v tomto ohledu průkopníkem, neboť v letech 1551 až 1558 vydal ve čtyřech svazcích obsáhlou encyklopedii zvířat Historia animalium o 4 500 stranách.
V Evropě zůstal Galénův přínos anatomii nepřekonaný a nezpochybnitelný až do 16. století. V období renesance a raného novověku prošlo zoologické myšlení v Evropě změnou paradigmatu, která byla způsobena oživením zájmu o empirii a vznikem mnoha nových organismů. Zásadní osobnosti jako Andreas Vesalius a William Harvey rozvíjely experimentování a pečlivé pozorování v oblasti fyziologie, zatímco renomovaní přírodovědci jako Carl Linné, Jean-Baptiste Lamarck a Buffon se kromě výzkumu vývoje a chování organismů pustili do klasifikace biologické rozmanitosti a fosilního záznamu. Antoni van Leeuwenhoek svým průkopnickým přínosem v oblasti mikroskopie odhalil dosud nepozorovaný svět mikroorganismů a položil tak základy buněčné teorie. Robert Hooke podpořil van Leeuwenhoekova pozorování a tvrdil, že všechny živé organismy se skládají z jedné nebo více buněk a nemohou vznikat samovolně. Buněčná teorie poskytla nový pohled na základní podstatu života.
Zoologie se v průběhu 18., 19. a 20. století proměnila v odbornou vědeckou disciplínu. K této proměně došlo v době, kdy badatelé a přírodovědci, včetně Alexandra von Humboldta, zkoumali interakce mezi organismy a jejich prostředím. Tito badatelé zkoumali, jak tyto vztahy ovlivňuje geografie, a položili tak základy biogeografie, ekologie a etologie. Přírodovědci začali odmítat koncept esencialismu a uvědomovali si význam vymírání a proměnlivosti druhů.
Tyto poznatky spolu s poznatky z embryologie a paleontologie byly shrnuty v roce 1859, kdy Charles Darwin publikoval teorii evoluce přírodním výběrem. V tomto zásadním díle Darwin postavil teorii organické evoluce na nový základ tím, že objasnil procesy, kterými může probíhat, a poskytl pozorovací důkazy, že k ní skutečně došlo. Darwinova teorie byla rychle přijata vědeckou komunitou a brzy se stala ústředním axiomem rychle se rozvíjející biologické disciplíny. Základní principy moderní genetiky byly stanoveny zásadním výzkumem Gregora Mendela na hrachu v roce 1865, ačkoli význam jeho práce nebyl v té době plně doceněn.
Darwinův přínos v oblasti morfologie a fyziologie měl zásadní význam pro vytvoření jednotné biologické teorie, známé jako teorie organické evoluce. Tato teorie posloužila jako základní rámec pro pozdější rekonstrukci systémů klasifikace živočichů na základě genealogických principů, pro inovativní výzkumné metodologie v oblasti vývojové biologie a pro první snahy o rozpoznání genetických vztahů mezi živými organismy. Současně s tímto vývojem došlo koncem 19. století ke zhroucení teorie spontánní generace a ke vzniku zárodečné teorie nemocí. Složitost dědičnosti však zůstávala zahalena tajemstvím. Na počátku 20. století došlo ke znovuobjevení Mendelova díla, což vedlo k rychlému pokroku v oblasti genetiky. Ve 30. letech 20. století vznikl díky integraci populační genetiky a přírodního výběru v moderní syntéze obor evoluční biologie.
Výzkum v oblasti buněčné biologie je propojen s dalšími obory, včetně genetiky, biochemie, lékařské mikrobiologie, imunologie a cytochemie. Určení dvoušroubovicové struktury molekuly DNA Francisem Crickem a Jamesem Watsonem v roce 1953 vedlo k nástupu molekulární biologie, což vedlo k pokroku v buněčné biologii, vývojové biologii a molekulární genetice. Studium systematiky prošlo proměnou s příchodem sekvenování DNA, které objasnilo stupně příbuznosti mezi různými organismy.

## Rozsah
Zoologie se zabývá vědeckým studiem živočichů. Druh je definován jako největší skupina organismů, v níž mohou dva jedinci příslušného pohlaví zplodit plodné potomstvo. Odhaduje se, že může existovat až 8 milionů živočišných druhů, ačkoli doposud bylo popsáno pouze asi 1,5 milionu živočišných druhů. Dřívější nutnost identifikovat a seskupovat organismy podle jejich vlastností, odlišností a příbuzenských vztahů dala vzniknout oboru taxonomie. Zpočátku se věřilo, že druhy jsou statické entity, avšak s příchodem Darwinovy evoluční teorie vznikl obor kladistiky, který se zaměřuje na studium vztahů mezi různými skupinami neboli kladami. Systematika je vědecké studium diverzifikace živých forem. Evoluční historie určité skupiny se nazývá její fylogeneze a vztahy mezi jednotlivými kladami lze znázornit schematicky v kladogramu.
Zatímco v minulosti se jedinci, kteří se zabývali vědeckým studiem zvířat, označovali jako zoologové, dnes se tento termín používá pro ty, kteří se zabývají jednotlivými zvířaty. Jiní jedinci se označují konkrétněji, například fyziologové, etologové, evoluční biologové, ekologové, farmakologové, endokrinologové nebo parazitologové.

## Odvětví zoologie
Studium života živočichů má dlouhou historii, ale jeho vědecká formulace je relativně novým vývojem. Tento vývoj odráží přechod od přírodopisu k biologii, k němuž došlo na počátku 19. století. Od prací Huntera a Cuviera se studium srovnávací anatomie prolínalo s morfografií a přispělo k rozvoji moderních oblastí zoologického bádání, mezi něž patří anatomie, fyziologie, histologie, embryologie, teratologie a etologie. Ke vzniku moderní zoologie došlo nejprve na německých a britských univerzitách. V Británii byl významnou osobností tohoto přechodu Thomas Henry Huxley, jehož výzkum se zaměřil na morfologii živočichů. Huxley je všeobecně považován za jednoho z nejvýznamnějších srovnávacích anatomů konce 19. století. Tento posun odrážel i Huxleyho přístup ke vzdělávání, který zahrnoval přednášky a praktické laboratorní cvičení, což byl odklon od tradičního formátu pouze přednášek.

### Klasifikace
Vědecká klasifikace v oboru zoologie představuje metodu, kterou zoologové seskupují a třídí organismy podle biologických typů, jako je rod nebo druh. Biologická klasifikace představuje formu vědecké taxonomie, tedy nauky o klasifikaci živých organismů. Moderní systém biologické klasifikace má svůj původ v zásadní práci Carla Linnéa, který byl průkopníkem koncepce klasifikace druhů podle společných fyzických znaků. Pozdější revize byly provedeny tak, aby odpovídaly darwinovskému principu společného původu, teorii, která předpokládá vývoj druhů ze společného předka. Nástup molekulární fylogenetiky, která využívá údaje o sekvencích nukleových kyselin, urychlil četné nedávné revize a je připraven v budoucnu vést k dalším revizím. Biologická klasifikace spadá pod zoologickou systematiku.
Značná část vědců v současnosti považuje systém pěti říší za zastaralý. Současné klasifikační systémy obvykle začínají třídomým systémem, který zahrnuje Archey (dříve Archaebakterie), Bakterie (dříve Eubakterie) a Eukaryoty (zahrnující protisty, houby, rostliny a živočichy). Tyto domény odrážejí přítomnost či nepřítomnost jader v buňkách a chemické složení jejich vnějšího povrchu.
Vědecký klasifikační systém je hierarchický, každá říše se dělí na následníky, dokud se nedosáhne úrovně druhu. Systematická hierarchie je následující: Například vědecký název druhu Homo sapiens, obecně známého jako lidský druh, je Homo sapiens. Rod Homo a druh sapiens jsou prvky, které tvoří název druhu. Při formulaci vědeckého názvu organismu je správné psát první písmeno rodu s velkým písmenem a specifický epiteton s malým písmenem. Kromě toho může být celý termín psán kurzívou nebo podtržen.
Převládající klasifikační systém je známý jako Linnéova taxonomie, která zahrnuje řády a binomickou nomenklaturu. Klasifikace, taxonomie a nomenklatura zoologických organismů se řídí Mezinárodním kodexem zoologické nomenklatury. V roce 1997 byl zveřejněn návrh s názvem BioCode, jehož cílem je standardizovat nomenklaturu; dosud však nebyl formálně přijat.

### Zoologie obratlovců a bezobratlých
Zoologie obratlovců je biologická disciplína, která se zabývá studiem obratlovců, tedy živočichů s páteří, jako jsou ryby, obojživelníci, plazi, ptáci a savci. Různé taxonomicky zaměřené disciplíny - mammalogie, biologická antropologie, herpetologie, ornitologie a ichtyologie - se snaží identifikovat a klasifikovat druhy a studovat struktury a mechanismy specifické pro tyto skupiny. Zbývající příslušníci živočišné říše jsou zařazeni pod hlavičku zoologie bezobratlých, rozsáhlé a různorodé skupiny zahrnující houby, ostnokožce, pláštěnce, červy, měkkýše, členovce a řadu dalších fylů. Jednobuněčné organismy, běžně označované jako protisté, však obvykle do zoologie bezobratlých nepatří.

### Strukturální zoologie
Buněčná biologie je vědecké studium strukturálních a fyziologických vlastností buněk, včetně jejich chování, interakcí a prostředí. Tento obor zahrnuje mikroskopickou i molekulární úroveň analýzy a zahrnuje jednobuněčné organismy, jako jsou bakterie, i specializované buňky, které tvoří mnohobuněčné organismy, včetně člověka. Komplexní porozumění struktuře a funkci buněk je základem pro všechna odvětví biologických věd. Podobnosti a rozdíly mezi jednotlivými typy buněk mají zvláštní význam pro molekulární biologii.
Anatomie je vědecké studium struktur živých organismů se zaměřením na makroskopické formy orgánů a orgánových soustav. Zkoumá společné a nezávislé funkce těchto struktur v těle člověka a jiných živočichů. Anatomie a buněčná biologie jsou dva úzce související obory, které lze zařadit mezi "strukturální" studia. Srovnávací anatomie se zabývá studiem anatomických podobností a rozdílů u různých skupin. Úzce souvisí s evoluční biologií a fylogenezí, což je studium vývoje druhů.

### Fyziologie
Vědecké studium fyziologie, odvětví biologie zaměřené na mechaniku, fyziku a chemii živých organismů, je založeno na hlavním tématu "struktura k funkci". Fyziologická studia se tradičně dělí na fyziologii rostlin a fyziologii živočichů. Je však třeba poznamenat, že některé principy fyziologie jsou univerzálně použitelné bez ohledu na konkrétní studovaný organismus. Výrazným příkladem tohoto jevu je použitelnost poznatků získaných studiem kvasinkových buněk na buňky lidské. Zejména obor fyziologie zvířat využívá nástroje a metody lidské fyziologie ke studiu jiných než lidských druhů s cílem pochopit funkci a interakci nervového, imunitního, endokrinního, dýchacího a oběhového systému.

### Vývojová biologie
Vývojová biologie je vědecké studium procesů, kterými se rozmnožují a rostou živočichové a rostliny. Tento multidisciplinární obor zahrnuje širokou škálu témat, včetně studia embryonálního vývoje, buněčné diferenciace, regenerace, asexuálního a sexuálního rozmnožování, metamorfózy a růstu a diferenciace kmenových buněk v dospělém organismu. Studium vývoje rostlin je často posuzováno v kontextu evoluce, populační genetiky, dědičnosti, genetické variability, mendelovské dědičnosti a reprodukce. Podobně je studium vývoje živočichů často posuzováno v kontextu stejných vědeckých principů.

### Evoluční biologie
Evoluční biologie je podobor biologie, který se zabývá evolučními procesy (přirozený výběr, společný původ, speciace), které vedly k rozmanitosti života na Zemi. Evoluční výzkum se zabývá vznikem a původem druhů a jejich změnami v průběhu času. Evolučnímu výzkumu se věnují vědci z mnoha taxonomicky zaměřených oborů. Zahrnuje zejména vědce specializující se na konkrétní organismy, jako jsou savci, ptáci, plazi a hmyz, kteří tyto organismy využívají jako modely k řešení zastřešujících otázek týkajících se evoluce.
Evoluční biologie je zčásti založena na paleontologii, která využívá fosilní záznamy k řešení otázek týkajících se způsobu a tempa evoluce. Tato disciplína je také závislá na pokroku v oblastech, jako je populační genetika a evoluční teorie. Po rozvoji technik DNA fingerprintingu na konci 20. století se díky jejich použití v zoologii zlepšilo porozumění populacím živočichů. V 80. letech 20. století vývojová biologie znovu vstoupila do evoluční biologie prostřednictvím studia evoluční vývojové biologie, což byl významný vývoj po jejím původním vyloučení z moderní syntézy. Mezi další příbuzné obory, které jsou často považovány za součást evoluční biologie, patří fylogenetika, systematika a taxonomie.

### Etologie
Etologie je vědecké a objektivní studium chování zvířat v jejich přirozeném prostředí, což je v protikladu k behaviorismu, který klade důraz na studium reakcí chování v laboratorních podmínkách. Etologové projevují zvláštní zájem o evoluci chování a porozumění chování v rámci teorie přírodního výběru. V tomto ohledu je Charles Darwin ve svém stěžejním díle The Expression of the Emotions in Man and Animals (Projev emocí u člověka a zvířat) všeobecně považován za průkopnickou osobnost v oblasti etologie, která měla na pozdější etology zásadní vliv.
Podobor etologie známý jako behaviorální ekologie se snaží řešit čtyři otázky, které položil Nikolaas Tinbergen ohledně chování zvířat. Tyto otázky se týkají bezprostředních příčin chování, vývojové historie organismu, hodnoty chování pro přežití a fylogeneze chování. Další oblastí studia v rámci etologie je poznávání zvířat, které využívá laboratorní experimenty a pečlivě kontrolované terénní studie ke zkoumání inteligence a učení zvířat.

### Biogeografie
Biogeografie je vědecké studium prostorového rozšíření organismů na Zemi. Zahrnuje celou řadu témat, včetně rozptylu a migrace, deskové tektoniky, klimatických změn a kladistiky. Jako integrující obor spojuje biogeografie pojmy a informace z různých oborů, včetně evoluční biologie, taxonomie, ekologie, fyzické geografie, geologie, paleontologie a klimatologie. Počátky této vědní disciplíny jsou připisovány Alfredu Russelu Wallaceovi, významnému britskému biologovi, který publikoval některé své poznatky ve spolupráci s Charlesem Darwinem.

### Molekulární biologie
Molekulární biologie je vědecké studium společných genetických a vývojových mechanismů živočichů a rostlin se zaměřením na zodpovězení základních otázek týkajících se mechanismů genetické dědičnosti a struktury genu. V roce 1953 publikovali James Watson a Francis Crick zásadní článek, který popsal strukturu DNA a interakce uvnitř molekuly, čímž podnítili výzkum v oblasti molekulární biologie a vyvolali značný zájem o tento obor. Výzkumníci sice používají techniky specifické pro molekulární biologii, ale často je kombinují s metodami z genetiky a biochemie. Podstatná část molekulární biologie je kvantitativní povahy a v poslední době došlo k prudkému rozvoji výzkumu využívajícího techniky bioinformatiky a výpočetní biologie, což jsou nástroje běžně používané v oblasti informatiky.
Molekulární genetika - studium struktury a funkce genů - patří od počátku roku 2000 k nejvýznamnějším podoborům molekulární biologie. Molekulární biologie je zdrojem informací i pro další obory biologie. Děje se tak buď studiem interakcí molekul jako takových, jako v buněčné biologii a vývojové biologii, nebo pomocí molekulárních technik k odvození historických vlastností populací nebo druhů, jako v evoluční biologii. Příkladem je populační genetika a fylogenetika. Kromě toho existuje dlouholetá tradice studia biomolekul "od základu" neboli molekulárně v rámci biofyziky.

### Rozmnožování
Naprostá většina živočichů se rozmnožuje pohlavně, což je proces, při kterém dochází ke spojení samčí a samičí haploidní gamety, z nichž každá vzniká meiózou. Za normálních okolností se gamety vytvořené oddělenými jedinci spojí procesem oplození a vytvoří diploidní zygotu, která se pak může vyvinout v geneticky jedinečného individuálního potomka. někteří živočichové jsou však schopni rozmnožovat se také partenogeneticky, což je alternativní reprodukční proces. Tento jev byl zdokumentován u hadů a ještěrů, obojživelníků a mnoha dalších druhů (viz Partenogeneze). Obecně platí, že proces meiózy u partenogeneticky se rozmnožujících živočichů probíhá podobně jako u pohlavně se rozmnožujících živočichů. Diploidní jádro zygoty však vzniká spojením dvou haploidních genomů téhož jedince, nikoliv různých jedinců.